# 郑晖 (政治人物)
郑晖（1952年—），汉族，中华人民共和国政治人物、第十一届全国政协委员。吉林财贸学院（吉林财经大学）金融系毕业。曾任中国农业银行副行长。
加入中国共产党，担任中国农业发展银行行长、党委书记。2008年，当选第十一届全国政协委员，代表农业界，分入第三十八组。并担任经济委员会专委。